# José Figueres Ferrer
José María Hipólito Figueres Ferrer (San Ramón, 25 settembre 1906 – San José, 8 giugno 1990) è stato un politico costaricano, presidente della Costa Rica per tre volte: nel 1948-49, nel 1953-58 e nel 1970-74.